# Darkó Dániel
Darkó Dániel kolozsvári városi tanácsos.
Nyomtatásban megjelent műve: Erkölcsi és kötelező törvények, melyeket az ó és új testamentomokból kiszedett. Kolozsvár, 1828.
Megírta magyar nyelven a magyarországi törvények történetét Árpád fejedelemtől kezdve az akkor uralkodó I. Ferenc királyig, összegyűjtötte a törvénykezési gyakorlatot, magyarra fordította az 1792. évi országgyűlés 54-ik törvénycikkében kinevezett rendszeres bizottság által kidolgozott perrendtartást, az 1810–11. évi országgyűlésnek a törvényjavaslatait, illetve a bizottság által megalkotott büntető törvénykönyvet. A városi tanács 1826. június 5-én kinyomtatásra javasolta a művet királyi kormányszéknek. A kormányszék november 27-én úgy határozott, hogy ugyan az I. kötet (a jogtörténeti rész) kinyomtatásra érdemes, de mivel a II. és III. kötet olyan anyagokat is tartalmaz, amelyeket az uralkodó még nem hagyott jóvá, ezért a szerző várja meg a megerősítést. A kéziratot visszaküldték a városi tanácsnak, további holléte ismeretlen.
Városi tanácsosként neve szerepel a közadakozásból állított Karolina-oszlop alapkövében elhelyezett emléklapon (1822).